# Utu (film)
Pour plus de détails, voir Fiche technique et Distribution.
Utu est un film néo-zélandais réalisé par Geoff Murphy, sorti en 1983. Il est présenté hors compétition au Festival de Cannes 1983 (c'est d'ailleurs le premier film néo-zélandais en sélection au Festival de Cannes). Il ressort en 2017 dans une version restaurée et remontée.
Le film s'inspire de la vie de Te Kooti, un chef maori s'étant révolté contre les colonisateurs britanniques.

## Synopsis
Le film raconte l’histoire de Te Wheke ( Anzac Wallace)  inspiré par le chef maori historique Te Kooti. Il s'agit d'un soldat maori au service des Britanniques, qui rentre en révolte armée contre cette même armée britannique après qu'elle a massacré son village, au début du film, sur ordre du colonel Elliot (Tim Eliott).
Quelque temps plus tard, alors que Te Wheke rassemble de plus en plus de partisans, le colonel Eliott reçoit l’aide du Lieutenant Scott (Kelly Johnson), envoyé au nom de la couronne pour appliquer les techniques de guérilla qu’il a vu appliquer en Afrique du Sud. Elliot lui donne alors l’aide du soldat Wiremu (Wi Kuki Kaa) qui connaît le terrain et les populations locales.
Pendant ce temps Te Wheke demande à un colon du nom de Williamson (Bruno Lawrence) de lui concéder ses armes et ses munitions pour la révolte armée que le maori prépare. Devant le refus du colon, les hommes du rebelle assiègent la maison, la brûlent, tuent la femme de Williamson et le laissent pour mort. Se réveillant plus tard et devant la perte qu’il vient de subir, le colon semble devenir fou et prépare sa vengeance envers Te Wheke.
Cependant les semaines passent et aucun de nos personnages ne semble avancer dans sa quête. Te Wheke ne semble pas trouver de moyen de vaincre Eliott et ses hommes directement, Williamson (même suréquipé) n’arrive pas à mener à bien sa traque et Scott non plus n’arrive pas à retrouver Te Wheke et ses hommes. Pire il tombe même amoureux d’une rebelle du nom de Kura (Tania Bristow) qu’il laisse même s’enfuir alors qu’elle doit être exécutée par les britanniques. Elliot apparaît clairement comme hostile à Scott et ses stratégies.
En effet le peu de résultat pousse le colonel à douter de ses méthodes. Aussi décide t-il de partir lui-même à la poursuite du chef rebelle et passe la nuit avec Scott, Wiremu et des soldats. Te Wheke planifie alors un plan d’attaque du saloon qui est contrecarré par Williamson (qui avait rejoint les environs plus tôt) et Eliott, involontairement prévenu par Kura.
Affaibli par cet échec, Te Wheke fuit dans la montagne avec ses hommes mais est poursuivi par les autres personnages. Il tue alors son ami Puni (joué par  Tama Poata) blessé et ralentissant le groupe. De plus, pensant que Kura la trahit, il la tue, provoquant la colère de la tante de cette dernière : Matu (jouée part Merata Mita). Aussi cette dernière trahit Te Wheke  quand les anglais les rattrapent. Une bataille s’engage alors pendant laquelle Wiremu tue le colonel Elliot, que les Britanniques capturent Te Wheke et que ses hommes fuient. Mais de nombreuses personnes demandent l’honneur de tuer le chef de l’insurrection. Aussi, le soir venu, un procès maori est tenu pour savoir le sort qu’on va lui reserver.
Ainsi chacun des ennemis de Te Wheke passe à son tour et demande à le tuer. Williamson pour le meurtre de sa femme, Scott pour celui de Kura et enfin Matu pour celui de Kura, Puni et tous les maoris morts pendant les affrontements. Mais c’est cependant Wiremu, qui se révèle être le frère de Te Wheke et donc la seule personne à ne pas le haïr, qui est choisi pour tirer. Après un chant maori, Te Wheke est exécuté.

## Analyse
Le film passe à ses débuts pour être anticolonialiste. La scène du début rappelle incontestablement les massacres d'Amérindiens filmés en 1970 par Arthur Penn dans Little Big Man et par Ralph Nelson dans Soldat bleu. Sauf que les scénaristes d'Utu insistent sur les réactions inapropriées du capitaine maori, Te Wheke décidé à tout prix à se venger. Mais il n'est jamais question ici, de faire juger, comme cela y avait été dit en conclusion de Soldat Bleu , "un des massacres les plus injustes et les plus ignobles de l'histoire des Etats-Unis" : le  Massacre de Sand Creek de 1864) commis par le colonel John Chivington / Iverson ; ou comme dans Little Big Man de faire mourir conformément à l'Histoire dans une bataille rangée (Little Big Horn  en 1876) le général Custer  pour les massacres de la Washita et de la Rosebud. Te Wheke sera lui bien poursuivi, jugé et condamné à mort tandis que le colonel Elliot, responsable impuni du massacre, reste au contraire un des personnages clés de l'histoire et n'a rien de haïssable. 
Une séquence rappelle les anciens westerns classiques américains dans lesquels les cow-boys affrontaient en toute bonne conscience les assaillants indiens. Ainsi le fermier, Williammson, et sa femme, Emily, résistent avec des armes à feu un temps à l'attaque maorie et abattent héroïquement (d'où le sous-titre à sa sortie en France "western, sauvage, épique, flamboyant") plusieurs indigènes, avant que les survivants n'aient raison de la femme et ne croient à tort avoir également tué le mari. Mais la mort de la fermière est considérée comme un crime de Te Whek passible d'un jugement. Dans Soldat Bleu la Blanche indienne, Chresta (Candice Bergen), expliquait à son compagnon Honys Gent (Peter Strauss) que le massacre d'une vingtaine de soldats tués et cruellement étripés au début du film par les Cheyennes, auquel il avait survécu, n'était qu'une goutte d'eau dans la rivière", au regard des innombrables tueries et scalps de femmes, enfants, vieillards amérindiens, perpétrés par l'armée américaine, dont elle était témoin depuis deux ans. Ce dont Honys aveugle, qui victimisait par des prières et des poèmes une armée à ses yeux héroïque, eut confirmation, à la fin du film. Au milieu du film Chresta se répèta en lui ajoutant tout crûment : "avec quoi veux-tu qu'ils se défendent : avec leurs fesses ? " Puis avec une amère ironie devant les charniers du massacre de Sand-Creek elle s'exclama : "alors soldat de mon cœur, tu as une prière à réciter, tu as un beau poëme à chanter". Et Honis de réagir par un vomissement. Dans Utu le désir de vengeance semble fautif quand il émane de d'un indigène témoin d'un crime contre l'humanité, caractérisé par la mort de dizaines ou de centaines de femmes, enfants et vieillards sans défense, mais justifié quand il provient d'un homme blanc qu'un combat a blessé et rendu veuf d"une femme tuée les armes à la main. 
Ce film constitue un plaidoyer pour la peine de mort. Et la notion juridique de meurtre ou d'homicide de la part de Te Wekh est d'autant plus discutable que la mort d'Emily est consécutive à une chute d'un étage de la maison et non à un tir ou à une agression physique, et que Williamson lui-même n'a été que blessé. Il s'agissait seulement pour les Maoris de s'emparer d'armes et de munitions que le couple refusait de leur donner. Mais dans Utu aucun avocat n'était présent au prétendu "procès" de Te Whek pour tenir de tels propos et rappeler le massacre impuni à l'origine des hostilités. En fait le réalisateur-scénariste justifie l'ordre colonialiste blanc, censé représenter à ses yeux le sens de l'histoire, et considère la tuerie du début du film comme un incident de parcours. Williamson, ami prétendu des maoris, n'éprouve aucun malaise à faire alliance avec leur boucher, le militaire Elliot. Nous sommes loin de l'esprit contestataire de l'Amérique cinématographique des années 1970 contre la guerre du Viet-Nam et pour les droits des femmes blanches, pleinement solidaires des minorités, à l'égalité avec les hommes.

## Fiche technique
- Titre français : Utu
- Réalisation : Geoff Murphy
- Scénario : Geoff Murphy et Keith Aberdein
- Direction artistique : Rick Kofoed
- Costumes : Michael Kane
- Photographie : Graeme Cowley
- Montage : Michael J. Horton et Ian John
- Musique : John Charles
- Budget : 3 millions de dollars (environ 30 millions d'aujourd'hui)[5]
- Pays d'origine : Nouvelle-Zélande
- Format : Couleurs - 35 mm - 1,85:1 - Dolby
- Genre : aventure, drame, historique
- Durée : 118 minutes
- Dates de sortie :
  -  France : 27 juin 1984
  -  Australie : 25 septembre 1986
- Affiche : Jean Mascii (France)

## Distribution
- Anzac Wallace : Te Wheke
- Bruno Lawrence : Williamson
- Tim Elliott : le colonel Elliot
- Kelly Johnson : le lieutenant Scott
- Wi Kuki Kaa : Wiremu
- Tania Bristowe : Kura
- Ilona Rodgers : Emily Williamson
- Merata Mita : Matu
- Faenza Reuben : Hersare
- Tom Poata : Puni
- Martyn Sanderson : Vicar
- John Bach : Belcher
- Geoff Murphy : le conducteur du chariot (caméo)

## Postérité

### Version restaurée[5]
C'est après avoir constaté la piètre qualité de la copie diffusée à la télévision maorie que le chef opérateur, Graeme Cowley, décida de procéder à sa restauration :
Utu est l'un des films les plus importanhts du cinéma néo-zélandais, dirigé par l'un de nos meilleurs réalisateurs. Les films de Geoff ont joué un rôle crucial dans le développement de notre industrie cinématographique. J'ai été atterré de constater que ce travail remarquable était invisible dans sa version originelle et pouvait être tout simplement perdu à jamais.
Avec Geoff Murphy, ils décidèrent de tout mettre en œuvre afin de restaurer le film : ils firent donc appel à Park Road Post, le studio de postproduction de Peter Jackson.

Le nouveau montage de la nouvelle version fut supervisé par Geoff Murphy et Michael Horton, déjà présent sur le montage de la version originale. Quelques passages furent ainsi raccourcis afin de condenser l'histoire comme en témoigna le réalisateur :
Le film est plus âpre, plus intelligent, ce qui le rend plus fort. Nous avons retiré des choses qui à l'époque étaient drôles ou pertinentes mais qui, trente ans plus tard, n'ont plus aucun sens. Le travail de Weta Digital sur l'image est incroyable. Elle est plus belle que lors de la sortie initiale du film.